# Kjetil André Aamodt
Kjetil André Aamodt (Oslo, 2 settembre 1971) è un ex sciatore alpino norvegese, tra i più titolati nella storia della disciplina.
Ha gareggiato e vinto in tutte le specialità dello sci alpino (discesa libera, supergigante, slalom gigante, slalom speciale e combinata). Con otto medaglie, tra le quali quattro ori, è il più titolato sciatore alpino nella storia dei Giochi olimpici invernali; in carriera si è inoltre aggiudicato dodici medaglie mondiali (cinque gli ori), una Coppa del Mondo generale e tre di specialità.

## Biografia

### Stagioni 1987-1992
Aamodt debuttò in campo internazionale ai Mondiali juniores di Sälen 1987 e ottenne il primo risultato di rilievo in Coppa del Mondo il 23 novembre 1989 a Park City, classificandosi 15º in slalom gigante. Ai Mondiali juniores di Zinal nel 1990 vinse tre ori (discesa libera, supergigante e combinata) e due argenti (slalom gigante e slalom speciale). In occasione della sua prima partecipazione iridata, Saalbach-Hinterglemm 1991, vinse la medaglia d'argento nel supergigante e si classificò 12º nello slalom speciale.
Nella stagione successiva, tre mesi prima dei Olimpiadi di Albertville 1992, fu ricoverato per mononucleosi; tornò ad allenarsi dopo due mesi e sei settimane dopo vinse il supergigante, riportando così la nazionale maschile della Norvegia a vincere una medaglia nello sci alpino ai Giochi olimpici dopo quarant'anni dai successi di Stein Eriksen a Oslo 1952. Si aggiudicò anche la medaglia di bronzo nello slalom gigante, mentre nella discesa libera fu 26º e non concluse lo slalom speciale. Nella stessa stagione in Coppa del Mondo conquistò il suo primo podio, nel supergigante di Panorama dell'8 marzo, e vinse la sua prima gara, il 15 marzo nel supergigante di Aspen.

### Stagioni 1993-1994

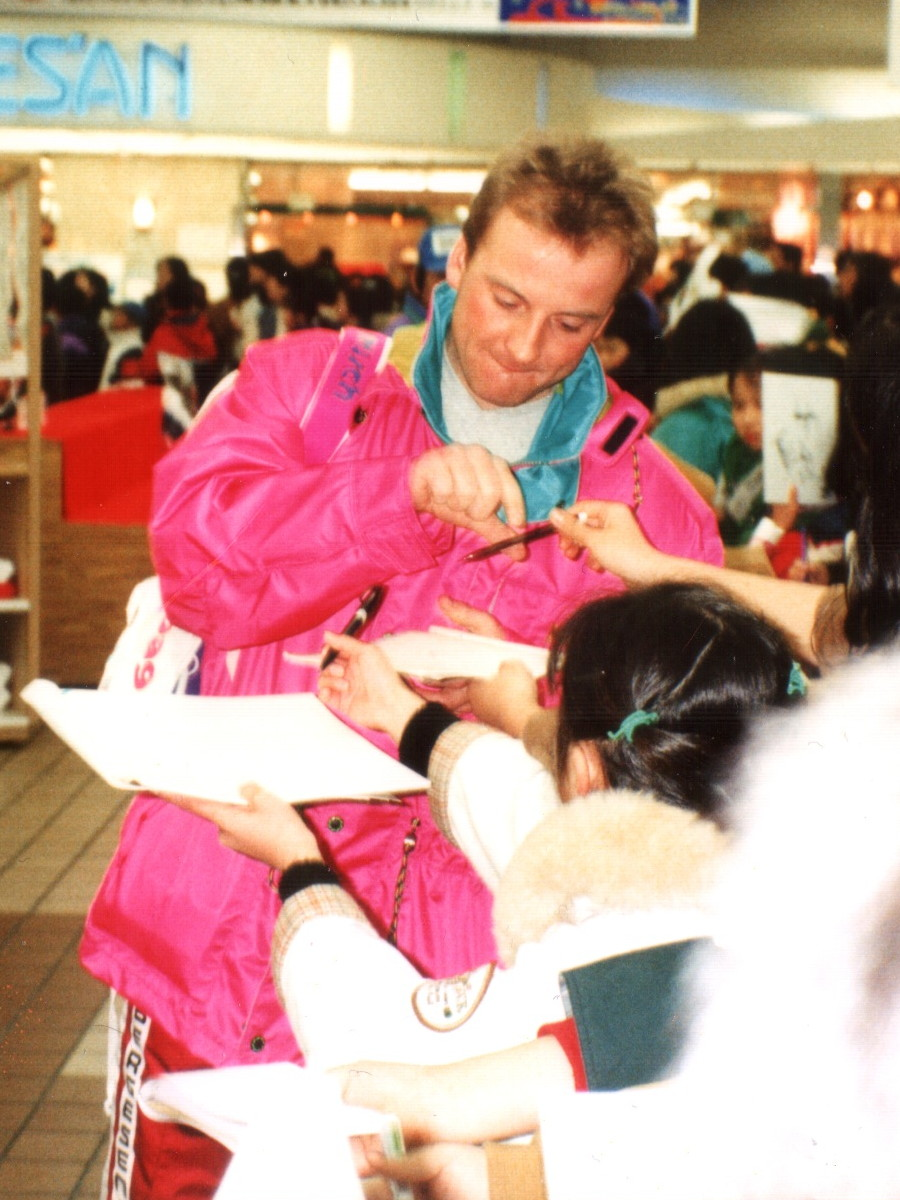
Aamodt a Morioka in occasione dei Mondiali del 1993

A partire dalla stagione 1992-1993 Aamodt si collocò stabilmente ai vertici della Coppa del Mondo: ottenne nove podi in tre diverse specialità (supergigante, slalom gigante, slalom speciale) con sei vittorie, quattro delle quali conquistate consecutivamente tra il 21 e il 27 marzo, e si aggiudicò sia la Coppa del Mondo di supergigante, sia quella di slalom gigante, mentre in classifica generale fu secondo con 1 347 punti, staccato di appena 32 punti dal vincitore Marc Girardelli. Partecipò inoltre ai Mondiali di Morioka, dove vinse la medaglia d'oro nello slalom gigante e nello slalom speciale e quella d'argento nella combinata.
Nella successiva stagione 1993-1994 ottenne meno podi (otto) e meno vittorie (quattro, tra le quali la classica discesa libera di Chamonix sulla Verte des Houches), ma s'impose nella classifica generale con 1 392 punti, oltre trecento in più del secondo classificato Girardelli; non vinse tuttavia alcuna Coppa di specialità, poiché ottenne la prima posizione soltanto nella classifica della combinata che, all'epoca, non prevedeva l'assegnazione di una coppa di cristallo. Inoltre quella fu la stagione dei XVII Giochi olimpici invernali di Lillehammer 1994: Aamodt onorò la partecipazione alle Olimpiadi disputate in patria vincendo due medaglie d'argento, nella discesa libera e nella combinata, e una di bronzo, nel supergigante; nello slalom gigante fu invece 12º, mentre non concluse la prova dello slalom speciale.

### Stagioni 1995-1997
Nelle stagioni 1994-1995 e 1995-1996 attraversò un periodo di relativa flessione in Coppa del Mondo, ottenendo in entrambe le annate solo due podi (nessuna vittoria nel 1995, una nel 1996) e classificandosi rispettivamente al 5º e al 10º posto nelle classifiche generali. Ai Mondiali della Sierra Nevada del 1996 incrementò tuttavia il suo palmarès vincendo la medaglia di bronzo nel supergigante e si classificò 27º nella discesa libera, 11º nello slalom gigante, 8º nello slalom speciale e 6º nella combinata.
Nel 1996-1997 tornò a competere per la Coppa del Mondo generale: vinse una sola gara (il prestigioso slalom gigante della Chuenisbärgli di Adelboden), ma con sei podi complessivi e un rendimento costante riuscì a chiudere al secondo posto nella classifica generale con 1 096 punti, 34 in meno del vincitore Luc Alphand, e al primo in quella di combinata. Sempre in combinata vinse un'altra medaglia d'oro ai Mondiali di Sestriere 1997, dove si anche classificò 9º nella discesa libera, 8º nel supergigante, 6º nello slalom gigante e non concluse lo slalom speciale.

### Stagioni 1998-1999
I XVIII Giochi olimpici invernali di Nagano 1998 furono gli unici della sua carriera in cui non vinse medaglie: fu 13º nella discesa libera, 5º nel supergigante e non concluse né lo slalom gigante né la combinata. In Coppa del Mondo ottenne una sola vittoria, nella classica combinata dell'Hahnenkamm di Kitzbühel sulle piste Streif e Ganslern, con tre podi complessivi e il 4º posto in classifica generale.
Nel 1998-1999 contese la coppa di cristallo generale al compagno di squadra Lasse Kjus, che a fine stagione s'impose con 23 punti in più; quell'anno Aamodt ottenne otto podi, con una vittoria (ancora nella combinata di Kitzbühel), e il primo posto nella classifica di combinata. Ai Mondiali di Vail/Beaver Creek 1999 vinse un'altra medaglia d'oro nella combinata e quella di bronzo nella discesa libera, mentre fu 9º nel supergigante, 7º nello slalom speciale e non completò lo slalom gigante.

### Stagioni 2000-2001

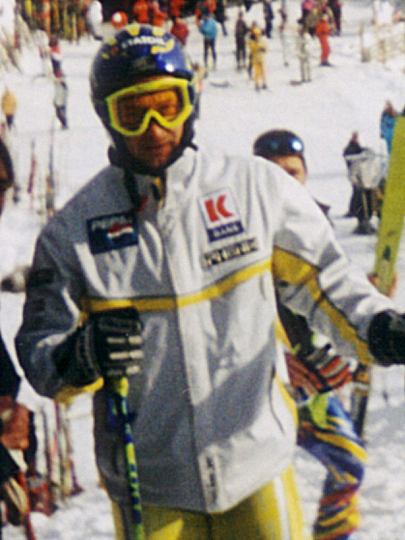
Aamodt il 20 gennaio 2000, durante le prove della discesa libera di Kitzbühel

Anche nella stagione 1999-2000 Aamodt battagliò per la conquista della Coppa del Mondo generale, questa volta con Hermann Maier che alla fine s'impose con oltre cinquecento punti di vantaggio; il campione norvegese tuttavia vinse la Coppa del Mondo di slalom speciale (l'unica Coppa di specialità non andata quell'anno a Maier), la classifica di combinata e tre gare (tra le quali lo slalom della Männlichen/Jungfrau di Wengen), con otto podi complessivi.
Nella stagione 2000-2001 rimase lontano dai vertici della Coppa del Mondo, cogliendo appena due terzi posti e chiudendo 7º nella graduatoria generale; nella rassegna iridata di Sankt Anton am Arlberg 2001 fu invece nuovamente campione del mondo nella combinata e vinse la medaglia d'argento nello slalom gigante, oltre a piazzarsi 18º nel supergigante e 7º nello slalom speciale.

### Stagioni 2002-2003
La Coppa del Mondo 2001-2002 fu dominata da Stephan Eberharter, che vinse la coppa di cristallo generale con oltre seicento punti di vantaggio su Aamodt, secondo. Il norvegese ottenne due prestigiose vittorie nelle combinate di Kitzbühel e di Wengen, valide rispettivamente per i trofei dell'Hahnenkamm e del Lauberhorn, e s'impose per l'ultima volta in carriera nella classifica di quella specialità. Ai XIX Giochi olimpici invernali di Salt Lake City 2002 vinse invece due medaglie d'oro, nel supergigante e nella combinata, e si classificò 4º nella discesa libera, 7º nello slalom gigante e 6º nello slalom speciale.
La stagione 2002-2003 fu l'ultima che vide Aamodt ai vertici della Coppa del Mondo: vinse la sua ultima gara nel massimo circuito internazionale il 19 gennaio (ancora la combinata di Wengen), colse in totale quattro podi e chiuse la classifica generale al terzo posto. Ai Mondiali di Sankt Moritz 2003 vinse le sue ultime medaglie iridate - l'argento nella discesa libera e il bronzo nella combinata - e si piazzò 5º nel supergigante, 24º nello slalom gigante e 9º nello slalom speciale.

### Stagioni 2004-2006
Inattivo per tutta la stagione 2003-2004, in quella 2004-2005 non ottenne risultati di rilievo né in Coppa del Mondo né ai Mondiali di Bormio, dove fu 23º nella discesa libera, 22º nel supergigante, 14º nello slalom speciale e non portò a termine lo slalom gigante.
Nella stagione agonistica d'addio, 2005-2006, Aamodt conquistò ancora tre podi in Coppa del Mondo (l'ultimo, un terzo posto, il 29 gennaio sulla Kandahar di Garmisch-Partenkirchen in supergigante) e soprattutto l'oro olimpico nel supergigante ai XX Giochi olimpici invernali di Torino 2006, dove si classificò anche 4º nella discesa libera. La sua ultima gara in carriera fu il supergigante di Coppa del Mondo disputato a Åre il 16 marzo, chiuso all'8º posto; annunciò il ritiro a 35 anni nel gennaio del 2007, durante la sua premiazione come atleta norvegese dell'anno per il 2006, titolo di cui era stato insignito grazie alla vittoria olimpica di Torino.

## Palmarès

### Olimpiadi
- 8 medaglie:
  - 4 ori (supergigante ad Albertville 1992; supergigante, combinata a Salt Lake City 2002; supergigante a Torino 2006)
  - 2 argenti (discesa libera, combinata a Lillehammer 1994)
  - 2 bronzi (slalom gigante ad Albertville 1992; supergigante a Lillehammer 1994)

### Mondiali
- 12 medaglie:
  - 5 ori (slalom gigante, slalom speciale a Morioka 1993; combinata a Sestriere 1997; combinata a Vail/Beaver Creek 1999; combinata a Sankt Anton am Arlberg 2001)
  - 4 argenti (supergigante a Saalbach-Hinterglemm 1991; combinata a Morioka 1993; slalom gigante a Sankt Anton am Arlberg 2001; discesa libera a Sankt Moritz 2003)
  - 3 bronzi (supergigante a Sierra Nevada 1996; discesa libera a Vail/Beaver Creek 1999; combinata a Sankt Moritz 2003)

### Mondiali juniores
- 5 medaglie:
  - 3 ori (discesa libera, supergigante, combinata[senza fonte] a Zinal 1990)
  - 2 argenti (slalom gigante, slalom speciale a Zinal 1990)

### Coppa del Mondo
- Vincitore della Coppa del Mondo nel 1994
- Vincitore della Coppa del Mondo di supergigante nel 1993
- Vincitore della Coppa del Mondo di slalom gigante nel 1993
- Vincitore della Coppa del Mondo di slalom speciale nel 2000
- Vincitore della classifica di combinata nel 1994, nel 1997, nel 1999, nel 2000 e nel 2002[2]
- 64 podi:
  - 21 vittorie
  - 23 secondi posti
  - 20 terzi posti

#### Coppa del Mondo - vittorie
| Data             | Località     | Paese       | Specialità |
| ---------------- | ------------ | ----------- | ---------- |
| 15 marzo 1992    | Aspen        | Stati Uniti | SG         |
| 28 novembre 1992 | Sestriere    | Italia      | GS         |
| 7 marzo 1993     | Aspen        | Stati Uniti | SG         |
| 21 marzo 1993    | Kvitfjell    | Norvegia    | SG         |
| 23 marzo 1993    | Oppdal       | Norvegia    | GS         |
| 26 marzo 1993    | Åre          | Svezia      | SG         |
| 27 marzo 1993    | Åre          | Svezia      | GS         |
| 11 gennaio 1994  | Hinterstoder | Austria     | GS         |
| 29 gennaio 1994  | Chamonix     | Francia     | DH         |
| 30 gennaio 1994  | Chamonix     | Francia     | KB         |
| 19 marzo 1994    | Vail         | Stati Uniti | GS         |
| 7 marzo 1996     | Kvitfjell    | Norvegia    | SG         |
| 14 gennaio 1997  | Adelboden    | Svizzera    | GS         |
| 25 gennaio 1998  | Kitzbühel    | Austria     | KB         |
| 24 gennaio 1999  | Kitzbühel    | Austria     | KB         |
| 9 gennaio 2000   | Chamonix     | Francia     | KB         |
| 16 gennaio 2000  | Wengen       | Svizzera    | SL         |
| 23 gennaio 2000  | Kitzbühel    | Austria     | KB         |
| 13 gennaio 2002  | Wengen       | Svizzera    | KB         |
| 20 gennaio 2002  | Kitzbühel    | Austria     | KB         |
| 19 gennaio 2003  | Wengen       | Svizzera    | KB         |

Legenda:

DH = discesa libera

SG = supergigante

GS = slalom gigante

SL = slalom speciale

KB = combinata

### Campionati norvegesi
- 35 medaglie (dati dalla stagione 1988-1989)[3]:
  - 22 ori (supergigante, combinata nel 1990; supergigante, slalom gigante nel 1992; supergigante, slalom gigante nel 1993; slalom gigante nel 1994; discesa libera, supergigante, combinata nel 1997; discesa libera nel 1998; slalom gigante, slalom speciale nel 1999; discesa libera, combinata nel 2000; supergigante nel 2001; discesa libera, supergigante, combinata nel 2002; supergigante nel 2003; discesa libera, combinata nel 2005)[4]
  - 9 argenti (combinata[senza fonte] nel 1989; discesa libera[senza fonte] nel 1993; slalom gigante nel 1997; slalom gigante nel 1998; slalom gigante, slalom speciale nel 2000; slalom gigante, slalom speciale nel 2001; slalom gigante nel 2003)
  - 4 bronzi (slalom speciale[senza fonte] nel 1990; slalom gigante[senza fonte] nel 1991; slalom speciale nel 1997; supergigante nel 1998; supergigante nel 2005)

## Statistiche

### Podi in Coppa del Mondo
| Stagione/Specialità | Discesa libera         | Discesa libera         | Discesa libera         | Supergigante           | Supergigante           | Supergigante           | Slalom gigante         | Slalom gigante         | Slalom gigante         | Slalom speciale        | Slalom speciale        | Slalom speciale        | Combinata              | Combinata              | Combinata              | Slalom parallelo       | Slalom parallelo       | Slalom parallelo       | Podi totali            |
| ------------------- | ---------------------- | ---------------------- | ---------------------- | ---------------------- | ---------------------- | ---------------------- | ---------------------- | ---------------------- | ---------------------- | ---------------------- | ---------------------- | ---------------------- | ---------------------- | ---------------------- | ---------------------- | ---------------------- | ---------------------- | ---------------------- | ---------------------- |
| Stagione/Specialità | 1º                     | 2º                     | 3º                     | 1º                     | 2º                     | 3º                     | 1º                     | 2º                     | 3º                     | 1º                     | 2º                     | 3º                     | 1º                     | 2º                     | 3º                     | 1º                     | 2º                     | 3º                     | Podi totali            |
| 1990                |                        |                        |                        |                        |                        |                        |                        |                        |                        |                        |                        |                        |                        |                        |                        |                        |                        |                        | 0                      |
| 1991                |                        |                        |                        |                        |                        |                        |                        |                        |                        |                        |                        |                        |                        |                        |                        |                        |                        |                        | 0                      |
| 1992                |                        |                        |                        | 1                      | 1                      |                        |                        | 1                      |                        |                        |                        |                        |                        |                        |                        |                        |                        |                        | 3                      |
| 1993                |                        |                        |                        | 3                      |                        | 1                      | 3                      |                        |                        |                        | 2                      |                        |                        | 2                      |                        |                        |                        |                        | 11                     |
| 1994                | 1                      |                        |                        |                        | 1                      |                        | 2                      |                        | 2                      |                        |                        |                        | 1                      | 1                      |                        |                        |                        |                        | 8                      |
| 1995                |                        |                        |                        |                        |                        |                        |                        | 1                      | 1                      |                        |                        |                        |                        |                        |                        |                        |                        |                        | 2                      |
| 1996                |                        |                        |                        | 1                      |                        |                        |                        |                        |                        |                        |                        |                        |                        |                        | 1                      |                        |                        |                        | 2                      |
| 1997                |                        |                        |                        |                        |                        |                        | 1                      |                        | 2                      |                        |                        | 1                      |                        | 2                      |                        |                        |                        |                        | 6                      |
| 1998                |                        |                        |                        |                        |                        |                        |                        | 1                      |                        |                        |                        |                        | 1                      |                        |                        |                        | 1                      |                        | 3                      |
| 1999                |                        | 1                      | 1                      |                        |                        |                        |                        | 1                      |                        |                        | 1                      | 2                      | 1                      | 1                      |                        |                        |                        |                        | 8                      |
| 2000                |                        |                        |                        |                        |                        |                        |                        |                        | 1                      | 1                      | 3                      | 1                      | 2                      |                        |                        |                        |                        |                        | 8                      |
| 2001                |                        |                        |                        |                        |                        |                        |                        |                        |                        |                        |                        | 1                      |                        |                        | 1                      |                        |                        |                        | 2                      |
| 2002                |                        | 1                      | 1                      |                        |                        |                        |                        |                        |                        |                        |                        |                        | 2                      |                        |                        |                        |                        |                        | 4                      |
| 2003                |                        |                        | 2                      |                        |                        |                        |                        |                        | 1                      |                        |                        |                        | 1                      |                        |                        |                        |                        |                        | 4                      |
| 2004                | stagione non disputata | stagione non disputata | stagione non disputata | stagione non disputata | stagione non disputata | stagione non disputata | stagione non disputata | stagione non disputata | stagione non disputata | stagione non disputata | stagione non disputata | stagione non disputata | stagione non disputata | stagione non disputata | stagione non disputata | stagione non disputata | stagione non disputata | stagione non disputata | stagione non disputata |
| 2005                |                        |                        |                        |                        |                        |                        |                        |                        |                        |                        |                        |                        |                        |                        |                        |                        |                        |                        | 0                      |
| 2006                |                        | 1                      |                        |                        |                        | 1                      |                        |                        |                        |                        |                        |                        |                        | 1                      |                        |                        |                        |                        | 3                      |
| Totale              | 1                      | 3                      | 4                      | 5                      | 2                      | 2                      | 6                      | 4                      | 7                      | 1                      | 6                      | 5                      | 8                      | 7                      | 2                      | 0                      | 1                      | 0                      | 64                     |
| Totale              | 8                      | 8                      | 8                      | 9                      | 9                      | 9                      | 17                     | 17                     | 17                     | 11                     | 11                     | 11                     | 17                     | 17                     | 17                     | 1                      | 1                      | 1                      | 64                     |

## Riconoscimenti
- Atleta norvegese dell'anno nel 2006[senza fonte]